# Коммунар (Тюменская область)
Коммуна́р — посёлок в Исетском районе Тюменской области России. Административный центр Коммунаровского сельского поселения.

## География
Посёлок находится в юго-западной части Тюменской области, в пределах юго-западной части Западно-Сибирской низменности, в подзоне северной лесостепи, на берегах реки Бешкильки, на расстоянии примерно 14 километров (по прямой) к северо-востоку от села Исетского, административного центра района.

### Климат
Климат континентальный с холодной зимой и жарким непродолжительным летом. Продолжительность солнечного сияния — 2076 часов в год. Безморозный период длится в среднем 191 день. Среднегодовое количество осадков — 374 мм, из которых около 304 мм выпадает в период с апреля по октябрь. Продолжительность периода с устойчивым снежным покровом — 150 дней.

## История
Посёлок возник в 1929 году как Центральная усадьба зерносовхоза «Коммунар».

## Население
| 2010 |
| ---- |
| 1517 |

### Национальный состав
Согласно результатам переписи 2002 года, в национальной структуре населения русские составляли 90 % из 1576 чел.